# 龐多雷縣 (蒙大拿州)
龐多雷縣（英語：Pondera County）是美國蒙大拿州北部的一個縣。面積4,247平方公里。根據美國2000年人口普查，共有人口6,424人。縣治康拉德 (Conrad)。
成立於1919年2月17日。縣名來自龐多雷人 (Pend d'Oreilles，印第安人的一支，「龐多雷」是法語「耳環」的意思)。為了與華盛頓州同名的縣和愛達荷州同名的鎮相區分，便採用現在的拼法。又說縣名來自龐多雷河。